# Fischa
La Fischa est une rivière d'Autriche, dans le land de Basse-Autriche. Elle est un affluent en rive droite du Danube dans lequel elle se jette près de la ville de Fischamend.